# Secrétariat du Cabinet
Le secrétariat du Cabinet (内閣官房, Naikaku-kanbō) est une agence du gouvernement du Japon, dirigé par le secrétaire général du Cabinet. 
Il organise les relations publiques du Cabinet du Japon, coordonne les ministères et organismes, recueille des renseignements pour le gouvernement et organise d'autres tâches diverses pour le Cabinet, y compris les services (Kantei) et la résidence (Kōtei) du Premier ministre.